# Mike Hawthorn
John Michael „Mike“ Hawthorn (10. dubna 1929 – 22. ledna 1959) byl britský automobilový závodník a pilot Formule 1, mistr světa z roku 1958. Ve své době byl největší hvězdou britského motorsportu. Zemřel při dopravní nehodě ve svých 29 letech.

## Mládí
Mike Hawthorn se narodil v Mexborough, Leslie a Winifredě (rozené Symonds) Hawthornovým. Vzdělání získal na Ardingly College v Západním Sussexu, poté studoval na technické škole v Chelsea. Jeho otec vlastnil Tourist Trophy Garage ve Farnhamu, franšízu na dodávky a servis automobilových značek, včetně Jaguaru a Ferrari. Také závodil na motocyklech, a tak podporoval i závodní kariéru svého syna. V roce 1954 zemřel při dopravní nehodě a Mike Hawthorn zdědil jeho podnik.

## Kariéra
V roce 1952 začal jezdit závody monopostů. První vítězství získal v závodě Formule 2 v Goodwoodu, porazil i Juana Manuela Fangia. Brzy následoval první start v Grand Prix. V belgické Grand Prix ve Spa-Francorchamps se umístil těsně za vozy Ferrari na čtvrtém místě. V Silverstone si o jedno místo polepšil. Celkově se na konci roku umístil na čtvrtém místě.
V roce 1953 mu Enzo Ferrari nabídl místo v továrním týmu Ferrari, doporučení dostal od Luigiho Villoresiho, který znal Mikiho jezdecký styl v malém Cooperu. Své zkušenosti u Ferrari ukázal při čtvrtém závodě, když vyhrál Velkou cenu Francie. V Grand Prix v Remeši porazil Juana Manuela Fangia v Maserati. Dobrými výsledky na konci roku dosáhl na celkové čtvrté místo. Spolu s týmovým kolegou z Ferrari Giuseppem Farinou zvítězil v závodě sportovních vozů 24 hodin Spa. V roce 1954 se mu příliš nedařilo. Při nehodě v Syrakusách utrpěl popáleniny, ale zvítězil v Grand Prix Španělska na okruhu Pebralbes. Celkově se umístil na třetí příčce. Po smrti svého otce roku odešel z týmu Ferrari a převzal otcův podnik.
V roce 1955 chvíli závodil za tým Vanwall, ale vůz i tým ho zklamaly, proto se po dvou závodech vrátil k Ferrari, i když si uvědomoval, že tým stojí ve stínu Mercedesu. V roce 1955 byl účastníkem závodu v Le Mans, kde jeho prudké zabrzdění vyvolalo těžkou nehodu dvou vozů jedoucích v závěsu, z nichž Mercedes řízený Pierrem Leveghem vletěl do davu diváků a přitom jich více než osmdesát usmrtil (zahynul i sám Levegh). Hawthorn, který ze situace vyšel bez škrábnutí, byl otřesen a chtěl odstoupit, jeho tým ho ale přesvědčil k pokračování v závodě, který i přes tragédii nebyl přerušen. V tom Hawthorn nakonec s velkým náskokem vyhrál, za což se stal terčem kritiky francouzského tisku.
U týmu British Racing Motors v roce 1956 se mu nedařilo a tak následující rok 1957 se znovu vrátil k týmu Ferrari a v Grand Prix Německa skončil druhý. Ročník 1958 byl úspěšný, i když zvítězil pouze v jedné Grand Prix, zatímco Stirling Moss zvítězil čtyřikrát a Tony Brooks třikrát, stabilně získával body (pětkrát dojel na druhém), což mu stačilo k tomu, aby se stal prvním britským mistrem světa v závodech Formule 1.
Následující rok svou kariéru ukončil. Měl v plánu rozšířit rodinný podnik a založit rodinu. V lednu 1959 však zahynul při autonehodě, v nedožitých 30 letech. Příčina zůstala nejasná, Hawthorn nicméně trpěl vleklým ledvinovým onemocněním a občas u něj došlo k záchvatu. Podle lékařského odhadu mu v době smrti zbývalo do úplného selhání ledvin jen několik let života.
Jeho jméno nese trofej Hawthorn Memorial Trophy, která je každoročně věnována nejúspěšnějšímu britskému závodníkovi.

## V datech
- 1929
  - narodil se 10. dubna v Mexborough v Anglii
- 1946
  - začal závodit v terénních motocyklových soutěžích a motokrosových závodech
- 1950
  - v Riley Ulsteru se účastnil rychlostních zkoušek
- 1951
  - v Riley Sprite soutěžil na okruzích a záhy dosáhl vítězství
- 1952
  - testoval Cannaughty a NWM ve Formule 2. Jezdil v týmu Cooper. Při debutu v Goodwoodu zvítězil. Ve Formuli 1 dojel ve Spa na čtvrtém a v Silverstone třetím místě.
- 1953
  - nastoupil do týmu Ferrari, vyhrál tři nemistrovské závody a následně porazil Fangia v Grand Prix Francie. Bodoval v každém závodě a celkově se umístil na čtvrtém místě.
  - v Remeši měl krátký vztah s Jacqueline Delaunay, z nějž vzešel nemanželský potomek, syn Arnaud Michael Delaunay (nar. 1954).
- 1954
  - v nemistrovské Velké ceně v Syrakusách při nehodě utrpěl popáleniny. Následně zvítězil s týmem Ferrari Grand Prix Španělska. Celkově obsadil třetí místo.
- 1955
  - po otcově smrti z Ferrari odešel, aby se věnoval rodinnému podniku. Jezdil za tým Vanwall, ale vůz nebyl konkurenceschopný, proto se vrátil k týmu Ferrari. S Jaguarem zvítězil v závodě 24 hodin v Le Mans, předtím ale měl podíl na nehodě, která usmrtila přes 80 diváků.
- 1956
  - v úvodním závodě Grand Prix Argentiny dojel s vozem Maserati na třetí pozici, následně v průběhu sezony střídal týmy Masrati, BRM a Vanwall
- 1957
  - znovu se vrátil k týmu Ferrari, v Grand Prix Německa dojel n druhém místě, celkově se na konci sezony umístil na čtvrtém místě
- 1958
  - stal se prvním britským mistrem světa v závodech Formule 1, přestože zvítězil pouze v jedné Grand Prix. Kvůli smrti Petera Collinse a ledvinovému onemocnění ukončil svou kariéru.
- 1959
  - zahynul při dopravní nehodě u Guildfordu.

## Kariéra ve formuli 1
| Rok  | Stáj     | Umístění     | Body      |
| ---- | -------- | ------------ | --------- |
| 1952 | Cooper   | 5. místo     | 10 bodů   |
| 1953 | Ferrari  | 4. místo     | 19 bodů   |
| 1954 | Ferrari  | 3. místo     | 24,5 bodů |
| 1955 | Vanwall  | neumístil se | 0 bodů    |
| 1956 | Maserati | 12. místo    | 4 body    |
| 1957 | Ferrari  | 4. místo     | 13 bodů   |
| 1958 | Ferrari  | Mistr světa  | 38 bodů   |